# Castello di Rivoli
Castello di Rivoli er et tidligere residensslot for huset Savoy i Rivoli i metropolområdet Torino i det nordlige Italien). Det nævnes første gang i 1159
Siden 1984 har Castello di Rivoli – Museo d'Arte Contemporanea været indrettet på slottet, som et museum med moderne kunst i Torino.
I 1997 kom bygningen på UNESCOs verdensarvsliste.